# Leksyn
Leksyn [pronunciación en polaco: /ˈlɛksɨn/] es una aldea en el distrito administrativo de Gmina Bodzanów, dentro del condado de Płock, Voivodato de Mazovia, en el centro-este de Polonia. Se encuentra a unos 4 kilómetros al norte de Bodzanów, 23 kilómetros al este de Płock, y 75 kilómetros al noroeste de Varsovia.